# Exército do Paquistão

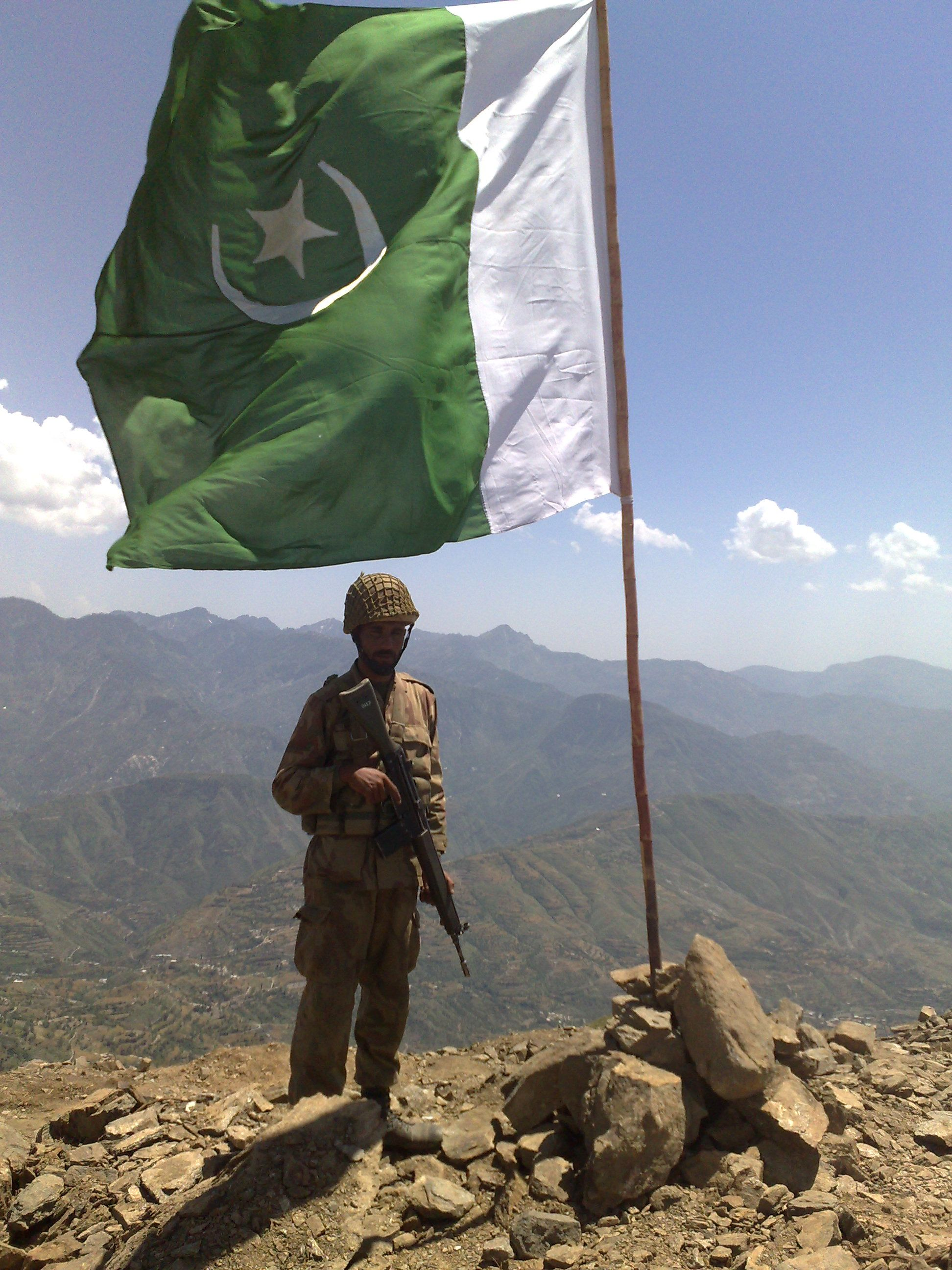
Um militar paquistanês na fronteira com o Afeganistão.

O Exército do Paquistão (em urdu: پاک فوج) é o ramo terrestre das Forças Armadas do Paquistão. Surgiu após a Partição da Índia e da resultante independência do Paquistão, em 1947. É atualmente liderado pelo General Ashfaq Parvez Kayani. O Exército do Paquistão é uma força voluntária de combate profissional, e tem um efetivo de 700 000 militares ativos. A Constituição do Paquistão contém uma cláusula para a conscrição, mas ela nunca foi imposta.
Desde a independência, o Exército tem se envolvido em quatro guerras com a vizinha Índia e diversos atritos na fronteira com o Afeganistão. Manteve presença a nível de divisão e brigada em alguns dos países árabes durante os últimos Conflitos árabe-israelenses, e ajudou a Coalizão na primeira Guerra do Golfo. Outras grandes operações realizadas pelo Exército incluem a Operação Black Thunderstorm e a Operação Rah-e-Nijat. Além de conflitos, o Exército tem sido um participante ativo em forças de manutenção de paz das Nações Unidas, e desempenhou um papel importante no resgate de soldados americanos encurralados em Mogadíscio, na Somália, em 1993, na Operação Gothic Serpent.